# Velký Borek
Velký Borek là một làng thuộc huyện Mělník, vùng Středočeský, Cộng hòa Séc.